# Anoplodera rufihumeralis
Anoplodera rufihumeralis är en skalbaggsart som beskrevs av Koichi Tamanuki 1938. Anoplodera rufihumeralis ingår i släktet Anoplodera och familjen långhorningar. Inga underarter finns listade i Catalogue of Life.